# Huancarani (Pocoata)
Huancarani ist eine Ortschaft im Departamento Potosí im Hochland des südamerikanischen Andenstaates Bolivien.

## Lage im Nahraum
Huancarani liegt in der Provinz Chayanta und ist der größte Ort im Cantón Campaya im Municipio Pocoata. Die Ortschaft liegt auf einer Höhe von 3388 m am rechten, östlichen Ufer des Río Mayu (auch: Río Grande), der flussabwärts über den Río Tumucuri, den Río Tres Mojones, den Río Chayanta und den Río San Pedro zum bolivianischen Río Grande führt.

## Geographie
Huancarani liegt am Ostrand des bolivianischen Altiplano, zwischen der Cordillera Azanaques im Westen und dem Hauptgebirgszug der Cordillera Central im Osten. Die Vegetation ist die der Puna, das Klima ist semiarid und ein typisches Tageszeitenklima, bei dem die mittlere Temperaturschwankung im Tagesverlauf stärker ausfällt als im Verlauf der Jahreszeiten.
Die mittlere Jahresdurchschnittstemperatur von Pocoata liegt bei 12 °C, die Monatsdurchschnittswerte schwanken zwischen knapp 9 °C im Juli und knapp 15 °C im November (siehe Klimadiagramm Pocoata). Der Jahresniederschlag beträgt nur 450 mm und fällt vor allem in den Sommermonaten, die Trockenzeit mit Monatswerten von maximal 20 mm dauert von April bis Oktober.

## Verkehrsnetz
Huancarani liegt in einer Entfernung von 158 Straßenkilometern nordwestlich von Potosí, der Hauptstadt des gleichnamigen Departamentos.
Von Potosí aus führt die Nationalstraße Ruta 1 in nördlicher Richtung über Tarapaya, Yocalla und Cruce Culta weiter nach Oruro und El Alto, der Nachbarstadt von La Paz, und nach Desaguadero am Titicacasee.
In Cruce Culta (früher: Ventilla) zweigt von der Nationalstraße eine Landstraße in nördlicher Richtung ab und erreicht nach 38 Kilometern die Ruta 6 nahe der Ortschaft Macha. Von dort sind es noch einmal elf Kilometer auf der Ruta 6 in nordwestlicher Richtung bis Huancarani und weitere sechs Kilometer bis Pocoata.

## Bevölkerung
Die Einwohnerzahl der Ortschaft ist in dem Jahrzehnt zwischen den beiden letzten Volkszählungen um mehr als die Hälfte angestiegen:
| Jahr | Einwohner         | Quelle       |
| ---- | ----------------- | ------------ |
| 1992 | keine Detaildaten | Volkszählung |
| 2001 | 468               | Volkszählung |
| 2012 | 752               | Volkszählung |
| 2024 |                   | Volkszählung |

Die Region weist einen deutlichen Anteil an Quechua-Bevölkerung auf, im Municipio Pocoata sprechen 81 Prozent der Bevölkerung Quechua.